# Felipe de Artois, conde de Eu
Felipe de Artois (1358-Micalizo, Anatolia, 16 de junio de 1397) fue par, condestable de Francia y Conde de Eu de 1387 hasta su muerte, sucediendo a su hermano Roberto.

## Vida
Era hijo de Juan de Artois, conde de Eu y de Isabel de Melun.
Fue Felipe un soldado galante y enérgico. En 1383, capturó la ciudad de Bourbourg de los ingleses. Hizo una peregrinación a Tierra Santa, y allí fue encarcelado por el sultán de Egipto, siendo liberado por la mediación de Jean Boucicaut y los venecianos. En 1390, se unió a la infructuosa expedición de Luis II, duque de Borbón, contra Mahdía. En 1392, fue nombrado Condestable de Francia.

### Matrimonio e hijos
El 27 de enero de 1393 se casó con María de Berry, duquesa de Auvernia (1367-1434), hija de Juan, duque de Berry. Tuvieron cuatro hijos:
- Felipe (1393-23 de diciembre de 1397), probablemente había ya muerto en el momento en que llegó la noticia a Francia de la muerte de su padre en una prisión turca. Aunque está enterrado en una tumba que lo nombra como Conde de Eu en la cripta de la Colegial de Eu, generalmente no es reconocido como un conde por los historiadores y rara vez se le da un número de sucesión.
- Carlos de Artois, conde de Eu, capturado en Azincourt[2]  (1394-1472)
- Bona de Artois (1396-17 de septiembre de 1425, Dijon), se casó en Beaumont-en-Artois el 20 de junio de 1413, con Felipe II, conde de Nevers, y después en Moulins-Engilbert el 30 de noviembre de 1424, Felipe III, duque de borgoña.
- Catalina (1397-1418/22), alrededor de  1416 se casó con Juan de Borbón, Señor de Carency.

Destacado cruzado, y como tal fue uno de los franceses enviados en los contingentes a participar en la Batalla de Nicópolis. Fue capturado en la batalla, y posteriormente murió en cautiverio.